# Sex (Fernsehserie)
Sex ist eine dänische Fernsehserie auf One. Sie lief im Jahr 2020 auf TV 2 (Dänemark) und im November 2020 auf One. Außerdem war sie in der ARD Mediathek zum Abruf verfügbar. Es gibt eine Langfassung, in der alle Folgen hintereinander geschnitten wurden.

## Handlung
Die 22-jährige Jugendberaterin Cathrine verliebt sich in ihre Arbeitskollegin Selma. Allerdings ist sie eigentlich mit ihrem Freund Simon zusammen. Während sie Jugendlichen in ihrem Job bei einer Telefonhotline Ratschläge in Sexual- und Beziehungsfragen geben, entwickelt sich eine Geschichte rund um Liebe, Sex und gleichgeschlechtliche Beziehungen.

## Produktion und Veröffentlichung
Die Serie entstand als Koproduktion des dänischen Filminstituts (Det Danske Filminstitut) mit dem Studio Profile Pictures. Als Produzentin war Marta Mleczek an dem Projekt beteiligt. Das dramatische Werk umfasst insgesamt sechs Episoden in einer Staffel. Diese wurden unter der Regie von Amalie Næsby Fick und nach einem Buch von Leo Clara Mendes realisiert.
Der Komponist Andreas Arenholt Bindslev übernahm die musikalische Gestaltung der Serie.
Die Produktion feierte ihre Premiere am 3. Februar 2020 beim dänischen Sender TV 2. In Deutschland wurde die Serie zunächst als Filmmontage (Zusammenschnitt) veröffentlicht. Dieser war erstmals am 6. November 2020 beim Sender One zu sehen. Einen Tag später, am 7. November 2020, war Sex auch in der ARD-Mediathek verfügbar.
Noch vor der deutschlandweiten Veröffentlichung wurde die Serie bereits im Rahmen der Berlinale (Februar 2020) präsentiert.

## Besetzung und Synchronisation
Die deutsche Synchronfassung entstand bei der Splendid Synchron GmbH in Köln, unter der Dialogregie von Heiko Obermöller und nach einem Buch von Ulrich Georg.
| Rolle         | Darsteller                   | Deutscher Sprecher   |
| ------------- | ---------------------------- | -------------------- |
| Cathrine      | Asta Kamma August            | Jana Schölermann     |
| Selma         | Nina Terese Rask             | Karoline Bär         |
| Nanna         | Sara Fanta Traore            | Nagmeh Alaei         |
| Blumenhändler | Morten Jørgensen             | Dominik Freiberger   |
| Simon         | Jonathan Bergholdt Jørgensen | Michael Borgard      |
| Psychologe    | Farshad Kholghi              | Robert Steudtner     |
| Chefin        | Kitt Maiken Mortensen        | Julia von Tettenborn |
| Johan         | Emil Prenter                 | David M. Schulze     |
| Niels         | Sargun Oshana                | Julian Horeyseck     |

## Episodenliste
| Nummer | Originaltitel                | Erstausstrahlung DK (TV 2) | Deutscher Titel     | Erstausstrahlung DE (One) |
| ------ | ---------------------------- | -------------------------- | ------------------- | ------------------------- |
| 1      | Uskyldige kys                | 3. Februar 2020            | Tote Hose           | 6. November 2020          |
| 2      | Har du lyst til din kæreste? | 3. Februar 2020            | Verlockung          | 6. November 2020          |
| 3      | Hvad med et åbent forhold?   | 3. Februar 2020            | Das erste Mal       | 6. November 2020          |
| 4      | Verdens dårligste kæreste    | 3. Februar 2020            | Der Morgen danach   | 6. November 2020          |
| 5      | Lad os snakke om sex         | 3. Februar 2020            | Reden wir über Sex! | 6. November 2020          |
| 6      | En sidste chance             | 3. Februar 2020            | Eine letzte Chance  | 6. November 2020          |